# Bursa verrucosa
Bursa verrucosa là một loài ốc biển lớn, là động vật thân mềm chân bụng sống ở biển trong họ Bursidae, được gọi là the frog shells.
Loài này phân bố ở portions của Úc, New Zealand, và quần đảo Kermadec, in moderate water depths.